# Jordan Johnson
Jordan Nathaniel Johnson (Waukegan, 26 gennaio 1995) è un cestista statunitense.

## Palmarès
- NBA D-League:1

Rio Grande Valley Vipers: 2018-19
- Supercoppa d'Olanda: 1

Landstede Hammers: 2019